# Timecop 2 : La Décision de Berlin
Pour les articles homonymes, voir Timecop.
Série
Timecop
(1994)
Pour plus de détails, voir Fiche technique et Distribution.
Timecop 2 : La Décision de Berlin (Timecop: The Berlin Decision) est un film américain réalisé par Steve Boyum, sorti directement en vidéo en 2003. Il fait suite à Timecop de Peter Hyams, sorti au cinéma en 1994.

## Synopsis
En 2025, à Washington. Alors que les voyages dans le passé sont possibles depuis plus d'une vingtaine d'années, la Commission d'Application du Temps (C.A.T.) veille à ce que personne ne les utilise pour modifier l'Histoire.
Ryan Chan est l'un des plus brillants agents de la CAT. Durant une mission en Allemagne dans les années 1940, il croise Brandon Miller, qui travaille pour un organisme concurrent créé pour contrebalancer le pouvoir de la CAT, la Société pour l'Authenticité Historique. Ryan découvre que Miller est en fait venu modifier le passé : il souhaite assassiner Adolf Hitler pour écourter la Seconde Guerre mondiale. Ryan parvient à l'en empêcher mais tue accidentellement Sasha, la femme de Miller.

## Fiche technique
Sauf indication contraire, les informations mentionnées dans cette section peuvent être confirmées par la base de données cinématographiques IMDb,  présente dans la section « Liens externes ».
- Titre original : Timecop: The Berlin Decision
- Titre français : Timecop 2 : La Décision de Berlin
- Réalisation : Steve Boyum
- Scénario : Gary Scott Thompson, d'après les comics créés par Mike Richardson et Mark Verheiden
- Direction artistique : Anton Tremblay
- Décors : Lisa Tong
- Costumes : Bonnie Stauch
- Photographie : Crescenzo G.P. Notarile
- Montage : Craig Bassett
- Musique : Andy Gray
- Production : Mike Elliott

Coproducteur : Gary Scott Thompson
Producteur délégué : Christopher Taylor
- Sociétés de production : Universal Studios Home Entertainment, Capital Arts Entertainment et TE Encore Films
- Société de distribution : Universal Pictures
- Budget : n/a
- Pays d'origine :  États-Unis
- Langue originale : anglais, allemand, japonais
- Format : couleur - 1.85:1 - 35 mm - son Dolby Digital
- Genre : science-fiction, action, policier
- Durée : 78 minutes
- Dates de sortie en vidéo[4] : 
  -  États-Unis : 30 septembre 2003
  -  France : 2 mars 2004[5]

## Distribution
- Jason Scott Lee : Ryan Chang
- Thomas Ian Griffith : Brandon Miller
- Mary Page Keller : Doc
- John Beck : O'Rourke
- Tava Smiley (en) : Tyler Jeffers
- Josh Hammond (en) : Michael Travis
- Tricia Barry : Sasha Miller
- Robert Carradine : Big Jim
- Kenneth Choi : Pr. Josh Chan
- Sven-Ole Thorsen : un garde SS
- A. J. Buckley : un garde
- Myles Jeffrey : le vendeur de journaux
- Dale Godboldo : un technicien
- Ron Gilbert : un mafieux
- Thomas Joseph Thyne : l'un des hommes défoncés

## Production
Le tournage a eu lieu à Los Angeles.